# Calophyllaceae
Las calofiláceas o Calophyllaceae son una familia de plantas del orden Malpighiales que es reconocida por la clasificación del sistema APG III. La mayoría de los géneros incluidos en esta familia fueron reconocidos previamente en la tribu Calophylleae de la familia Clusiaceae. El Grupo de APG determinó que la división de este clado de géneros fuera en su propia familia era necesaria.

## Géneros
- Calophyllum
- Caraipa
- Clusiella
- Endodesmia
- Haploclathra
- Kayea
- Kielmeyera
- Lebrunia
- Mahurea
- Mammea
- Marila
- Mesua
- Neotatea
- Poeciloneuron